# Matěj Kovář
Matěj Kovář (* 17. května 2000 Uherské Hradiště) je český profesionální fotbalový brankář, který chytá za nizozemský klub PSV Eindhoven, kde je na hostování z německého klubu Bayer 04 Leverkusen a za český národní tým.

## Klubová kariéra

### Manchester United
Kovář se narodil v Uherském Hradišti a je odchovancem místního klubu 1. FC Slovácko. V lednu 2018 přestoupil ze Slovácka do anglického velkoklubu Manchesteru United a začal působit v jeho mládežnické akademii. Podepsal smlouvu do léta 2020. V říjnu 2019 prodloužil s klubem kontrakt. 28. listopadu se Kovář poprvé objevil na lavičce náhradníků v zápase A-týmu, a to v zápase základní skupiny Evropské ligy proti kazašské Astaně; do zápasu však nenastoupil.

#### Swindon Town (hostování)
Před začátkem sezóny 2020/21 odešel Kovář na roční hostování do třetiligového Swindon Townu. Svého debutu v klubu se dočkal 5. září 2020, když odchytal celé utkání prvního kola FA Cupu proti Charltonu Athletic; prohře 1:3 však zabránit nedokázal. O sedm dní později debutoval také v ligové soutěži, když dovedl Swindon Town k výhře 3:1 nad Rochdale. V podzimní části sezóny byl brankářskou jedničkou, ale 6. ledna 2021 byl Kovář povolán zpět do Manchesteru United.
Kovář byl zařazen na ligovou soupisku prvního týmu Manchesteru United pro sezónu 2021/22.

#### Burton Albion (hostování)
Dne 31. ledna 2022 prodloužil Kovář svoji smlouvu až do léta 2023 a následně odešel na půlroční hostování do třetiligového Burtonu Albion. V brance se poprvé objevil 9. dubna a udržel čisté konto při bezbrankové remíze proti Plymouthu Argyle. Kovář nastoupil i do zbylých pěti ligových utkáních v sezóně a udržel dohromady 4 čistá konta.

#### Sparta Praha (hostování)
Dne 9. září 2022 se Kovář přesunul na hostování do českého klubu Sparta Praha. Debutoval 10. září 2022 při venkovní remíze 2:2 s Teplicemi v české nejvyšší soutěži. Kovář se ihned stal brankářskou jedničkou pražského klubu. 3. května odchytal Kovář celé finálové utkání českého poháru proti Slavii, prohře 0:2 však zabránit nedokázal. Kovář pomohl Spartě získat první mistrovský titul od roku 2014, když udržel dohromady 11 čistých kont ve 32 soutěžních utkáních. Ligová fotbalová asociace (LFA) ho vyhlásila nejlepším brankářem sezony 2022/23.

### Bayer Leverkusen
Dne 15. srpna 2023 Kovář přestoupil do německého klubu Bayer 04 Leverkusen, kde podepsal smlouvu na 4 roky. V klubu debutoval 21. září 2023, když odchytal celé utkání základní skupiny Evropské ligy proti Häckenu a čistým kontem pomohl k výhře 4:0. Během podzimní části sezóny plnil Kovář roli brankářské dvojky za zkušeným Lukášem Hrádeckým, pravidelně nastupoval v zápasech Evropské ligy a německého poháru. Leverkusen postoupil ze základní skupiny Evropské ligy bez ztráty bodu do jarní vyřazovací fáze.
Dne 27. ledna 2024 debutoval Kovář v německé Bundeslize a udržel čisté konto při bezbrankové remíze s Borussií Mönchengladbach. Kovář v jarní části sezóny nastoupil do všech utkání vyřazovací fáze Evropské ligy a postoupil s Leverkusenem přes Karabach, West Ham United a AS Řím až do finále. V dubnu 2024 oslavil s Leverkusenem zisk mistrovského titulu. 22. května odchytal Kovář celé finálové utkání Evropské ligy proti Atalantě, prohře 0:3 však zabránit nedokázal. O tři dny později z lavičky přihlížel výhře 1:0 ve finále DFB-Pokalu nad druholigovým Kaiserslauternem. Kovář v sezóně 2023/24 odchytal dohromady 17 soutěžních utkání a odměnou mu byly premiérové pozvánky do české reprezentace.

## Reprezentační kariéra
Kovář je český mládežnický reprezentant; chytal za reprezentaci do 18, do 19, do 20 a do 21 let. Od roku 2021 byl brankářskou jedničkou týmu do 21 let, se kterou postoupil na závěrečný turnaj Mistrovství Evropy.
Dne 26. března 2024 si Kovář odbyl svůj debut v české reprezentaci pod novým trenérem Ivanem Haškem při výhře 2:1 nad Arménií.
V létě 2024 byl nominován na závěrečný turnaj EURO 2024 do Německa. Na turnaji plnil roli brankářské dvojky za Jindřichem Staňkem; 26. června ve třetím utkání skupinové fáze proti Turecku se Staněk zranil a Kovář jej v 55. minutě vystřídal. Češi však s Tureckem prohráli 1:2 a na turnaji skončili už v základní skupině.

## Statistiky

### Klubové
K 17. květnu 2022
| Klub                  | Sezóna  | Liga           | Liga   | Liga | Národní pohár | Národní pohár | Ligový pohár | Ligový pohár | Evropské poháry | Evropské poháry | Ostatní | Ostatní | Celkem | Celkem |
| Klub                  | Sezóna  | Liga           | Zápasy | Góly | Zápasy        | Góly          | Zápasy       | Góly         | Zápasy          | Góly            | Zápasy  | Góly    | Zápasy | Góly   |
| --------------------- | ------- | -------------- | ------ | ---- | ------------- | ------------- | ------------ | ------------ | --------------- | --------------- | ------- | ------- | ------ | ------ |
| Manchester United     | 2019/20 | Premier League | 0      | 0    | 0             | 0             | 0            | 0            | 0               | 0               | —       | —       | 0      | 0      |
| Manchester United     | 2021/22 | Premier League | 0      | 0    | 0             | 0             | 0            | 0            | 0               | 0               | —       | —       | 0      | 0      |
| Manchester United     | Celkem  | Celkem         | 0      | 0    | 0             | 0             | 0            | 0            | 0               | 0               | —       | —       | 0      | 0      |
| Swindon Town (host.)  | 2020/21 | League One     | 18     | 0    | 1             | 0             | 1            | 0            | —               | —               | 1       | 0       | 21     | 0      |
| Burton Albion (host.) | 2021/22 | League One     | 6      | 0    | 0             | 0             | 0            | 0            | —               | —               | 0       | 0       | 6      | 0      |
| AC Sparta Praha       | 2022/23 | 1. liga        | 0      | 0    | 0             | 0             | 0            | 0            | —               | —               | 0       | 0       | 0      | 0      |
| Celkem                | Celkem  | Celkem         | 24     | 0    | 1             | 0             | 1            | 0            | 0               | 0               | 1       | 0       | 27     | 0      |